# Paragongylidiellum
Paragongylidiellum caliginosum, és una espècie d'aranya araneomorfa de la subfamília Erigoninae, dins de la família Linyphiidae. És l'únic membre del gènere monotípic Paragongylidiellum .
És un endemisme de l'Índia i el Nepal.
Fou descrit per primera vegada per J. Wunderlich l'any 1973.